# 陳村粉

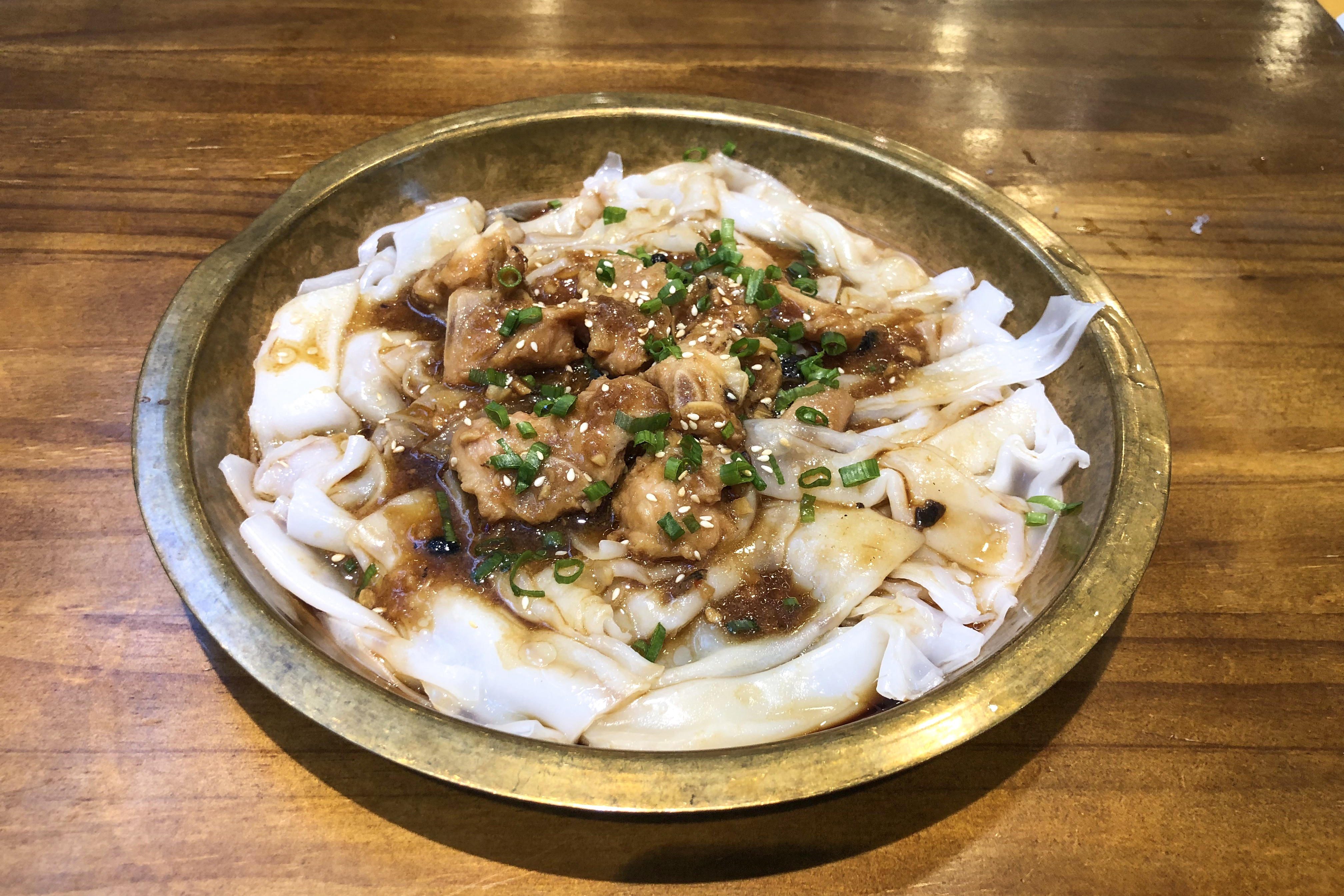
豉汁排骨蒸陈村粉

陳村粉是中國廣東地區常見的食品。是一种用大米制成的米製粉類。

## 历史
1927年，順德陳村人黃但借鑒了南海西樵人制河粉的經驗，創制出一種以薄、爽、滑、軟為特色的米製粉，當地人稱之為「黃但粉」、沙河粉，外地人則以「陳村粉」。

### 黃但記陳村粉食府
黃但把製作陳村粉的技術傳授給兩個兒子黄志均先生和黄铨辉先生，而長子黄铨辉則繼承父業，承繼父親的黃但記。到80年代黄铨辉兒子黃漢標接管黃但記，並改名為黃但記陳村粉食府，而手作的陳村粉也改良為手工与機器製作，同時黃漢標也積極推動產量化， 設立順德黄但记食品廠而大量生產方便麵食製品，並成立順德陳村春曉食品有限公司。

### 黃均記
黃但的次子黄志均則創立的黃均記，1979年12月16日正式開張，開業至今30餘年仍然堅守傳統，堅持用青石磨磨米，而製作陳村粉的過程則改為半機器化

## 「陳村粉」一名的因由
陳村粉此名是由黃但粉第二代傳人黃志均先生所命名的，陳村粉本來沒有一個統一的叫法，當地人都叫陳村粉為沙河粉、黃但粉、但記粉。根據黃志均一則訪問，陳村粉是在1993至1994年期間命名的，當時一位佛山賓館（現今的佛山皇冠假日酒店）採購員來到黃均記為酒店提取食材便問起名字，因為出自於陳村因此名為陳村粉。

## 制法
制作陈村粉有十几道工序，道道工序都有秘诀。例如新米要放半年才能用，制成的粉才别爽；洗米也有讲究，要把米放在盆裡狠搓十多分钟，然后再泡，就连磨米的石磨都要选用特别的石料制作。
正宗的陈村粉由于制作精细，陈村粉产量不高，一天只能产粉几百斤。

## 食用方法
陈村粉的烹制方法有四十多种。传统的方法是把粉切段，蒸熟后浇上用香油、酱油、酸姜丝、烤芝麻调成的佐料。

## 外部連結
- 南方都市日報    陈村粉三代人的美味追寻
- 順德菜美食尋根.廣州日報.2011-09-30